# 南格阿瓦拉姆
南格阿瓦拉姆（Nangavaram），是印度泰米尔纳德邦Kapur县的一个城镇。总人口16428（2001年）。

## 人口
该地2001年总人口16428人，其中男性8103人，女性8325人；0—6岁人口1915人，其中男973人，女942人；识字率60.32%，其中男性为70.84%，女性为50.09%。